# ناریمان مدنی
ناریمان مدنی (انگلیسی: Narimène Madani؛ زادهٔ ۱۲ مارس ۱۹۸۴) بازیکن والیبال زن اهل الجزایر است.